# Ernst von Hartmann
Pour les articles homonymes, voir Hartmann.
Mathias Andreas Ernst von Hartmann (né le 4 mars 1817 à Büren et mort le 31 mars 1883 à Berlin) est un général d'infanterie prussien et seigneur d'Akreschfronze.

## Biographie

### Origine
Ernst est le fils de l'administrateur de l'arrondissement de Büren (de) Joseph von Hartmann (de) (1780-1859) et de son épouse Bernhardine, née von Hamm (1787-1867).

### Carrière militaire
Hartmann étudie au lycée de Brilon et la maison des cadets de Berlin. Il est ensuite affecté le 12 août 1835 comme sous-lieutenant au 13e régiment d'infanterie de l'armée prussienne. Après un commandement d'un an à la brigade d'artillerie de la Garde, il est diplômé de l'école générale de Guerre. Il est ensuite affecté au service topographique et au grand état-major général. En juin/juillet 1848, Hartmann sert brièvement comme officier d'ordonnance auprès du général von Pfuel. Tout en restant à son commandement à l'état-major général, il est muté mi-décembre 1848 comme premier lieutenant dans le 34e régiment de fusiliers et participe en 1849 aux batailles d'Alminde (de) et de Veile (de) en 1849 lors de la guerre contre le Danemark. De décembre 1849 à fin novembre 1850, il est commandé pour servir dans le gouvernement militaire des provinces de Rhénanie et de Westphalie. À ce poste, il est promu capitaine fin janvier 1850, fait partie de l'état-major général du 8e corps d'armée et est transféré au Grand état-major général le 23 novembre 1850. Nommé commandant de compagnie dans le 21e régiment d'infanterie (de), Hartmann retourne au service des troupes le 31 janvier 1852. Parallèlement, à partir de décembre 1855, il est également commissaire militaire des arrondissements de Mogilno, Gnesen (de) et Inowrazlaw (de) afin d'empêcher l'introduction de la peste bovine. Pour cette activité, il reçoit l'ordre de l'Aigle rouge de 4e classe. En tant que major, il devient commandant du 3e bataillon du 24e régiment de Landwehr à Havelberg. Le 8 mai 1860, Hartmann est nommé à la tête du bataillon de fusiliers du 24e régiment d'infanterie combiné, qui deviendra peu après le 64e régiment d'infanterie. À l'occasion des célébrations du couronnement du roi Guillaume Ier, il est promu lieutenant-colonel le 18 octobre 1861, puis commandé le 15 décembre 1863, d'abord à la tête du 60e régiment d'infanterie (de), avant d'être nommé commandant du régiment le 9 janvier 1864. Lors de la guerre contre le Danemark qui suit, Hartmann fait particulièrement ses preuves lors de l'assaut de la redoute de Düppel et reçoit l'ordre Pour le Mérite. Au cours de la suite de la guerre, il participe à la bataille d'Als. En plus de l'ordre de l'Aigle rouge et de l'ordre de la Couronne de 3e classe avec épées, il reçoit l'ordre de la Couronne de fer de 2e classe avec décoration de guerre ainsi que la croix du Mérite militaire du Mecklembourg.
Dans la guerre contre l'Autriche, Hartmann mène son régiment à la bataille de Sadowa en 1866. En position à la suite, il devient le 5 mars 1867 commandant de la 6e brigade d'infanterie à Stettin. Avec le début de la guerre contre la France, Hartmann est nommé commandant de la 3e division d'infnaterie. Il participe à la bataille de Saint-Privat, aux batailles de Champigny-sur-Marne, au siège de Paris et, lors de la campagne de l'armée du Sud, à la bataille de Salins. Après avoir déjà reçu les deux classes de la croix de fer, il reçoit l'ordre Pour le Mérite avec feuilles de chêne à la suggestion de son général commandant Eduard von Fransecky. Le roi de Wurtemberg, Charles, rend hommage à Hartmann en lui décernant la Grand-croix de son ordre du Mérite militaire.
Après la paix de Francfort, Hartmann est confirmé dans ses fonctions de commandant de division pour la suite de la paix et est promu lieutenant-général le 18 août 1871. En outre, il reçoit une dotation de 40.000 thalers en raison de ses mérites. Après la remise de l'ordre de l'Aigle rouge de 1re classe avec feuilles de chêne et épées sur l'anneau lors de la fête de l'ordre en 1875, Hartmann présente sa démission pour des raisons de santé. Sur intervention de l'empereur et de son commandant, le général Hann von Weyhern (de), il retire sa demande et reste en service. Comme différentes cures n'apportent aucune amélioration, il présente à nouveau sa démission au printemps 1877. Le 13 mars 1877, il est mis à la disposition du 60e régiment d'infanterie avec le caractère de général d'infanterie et la pension légale.
Après sa mort, il est enterré le 3 avril 1883 au cimetière des Invalides de Berlin.

### Famille
Hartmann est resté célibataire. Il a cependant avec Klara Weinert deux fils illégitimes, Robert Arthus Ernst et Max Alfred Karl, qui sont légitimés par décret le 28 janvier 1869 et ont le droit de porter le nom et les armoiries de leur père.